# Anthony Italiano
Anthony Italiano è un album a nome di Ray Anthony and His Orchestra, pubblicato dalla Capitol Records nel 1959.

## Tracce
Lato A
1. Carnival of Venice – 2:09 (Tradizionale, arrangiamenti di Ray Anthony, Kirk Patrick, Don Simpson) – Registrato il 22 agosto 1958 al Capitol Tower Studios di Hollywood, California
2. La paloma – 2:33 (Tradizionale, arrangiamenti di Ray Anthony, Kirk Patrick, Don Simpson) – Registrato il 22 agosto 1958 al Capitol Tower Studios di Hollywood, California
3. Cielito lindo – 2:22 (Tradizionale, arrangiamenti di Ray Anthony, Phil Scott) – Registrato il 18 agosto 1958 al Capitol Tower Studios di Hollywood, California
4. Rimpianto (Toselli's Serenade) – 2:17 (Tradizionale, arrangiamenti di Ray Anthony, Kirk Patrick) – Registrato il 22 agosto 1958 al Capitol Tower Studios di Hollywood, California
5. O'marenarillo – 2:25 (Tradizionale, arrangiamenti di Ray Anthony, Phil Scott) – Registrato il 18 agosto 1958 al Capitol Tower Studios di Hollywood, California
6. O Maria – 2:22 (Tradizionale, arrangiamenti di Ray Anthony, Phil Scott) – Registrato il 22 agosto 1958 al Capitol Tower Studios di Hollywood, California

Durata totale: 14:08
Lato B
1. Villa Capri – 2:14 (Louis Castelucci) – Registrato il 22 agosto 1958 al Capitol Tower Studios di Hollywood, California
2. Mattinata – 1:54 (Tradizionale, arrangiamenti di Ray Anthony, Kirk Patrick) – Registrato il 22 agosto 1958 al Capitol Tower Studios di Hollywood, California
3. Arrivederci, Roma – 2:03 (Renato Rascel, Pietro Garinei, Sandro Giovannini) – Registrato il 18 agosto 1958 al Capitol Tower Studios di Hollywood, California
4. Santa Lucia – 2:24 (Tradizionale, arrangiamenti di Ray Anthony, Kirk Patrick, Don Simpson) – Registrato il 18 agosto 1958 al Capitol Tower Studios di Hollywood, California
5. Amore mio – 2:27 (Mario Panzieri, Virgilio Ripa, Lester Judson) – Registrato il 18 agosto 1958 al Capitol Tower Studios di Hollywood, California
6. O sole mio – 2:13 (Tradizionale, arrangiamenti di Ray Anthony, Kirk Patrick) – Registrato il 22 agosto 1958 al Capitol Tower Studios di Hollywood, California

Durata totale: 13:15

## Musicisti
- Ray Anthony - tromba
- Pete Candoli - tromba
- Gene Duermeyer - tromba
- Conrad Gozzo - tromba
- Jack Laubach - tromba
- Frank Lane - trombone
- Dick Nash - trombone
- Lloyd Ulyate - trombone
- Ken Shroyer - trombone basso
- Gus Bivona - sassofono alto, clarinetto
- Willie Schwartz - sassofono alto, clarinetto
- Bob Hardaway - sassofono tenore
- Plas Johnson - sassofono tenore
- Med Flory - sassofono baritono
- Ann Mason Stockton- arpa
- Paul Smith - pianoforte
- Al Hendrickson - chitarra
- Don Simpson - contrabbasso
- Alvin Stoller - batteria
- Lou Singer - percussioni
- Sconosciuto - arrangiamenti